# Прапор Фінікса
 Прапор Фінікса, штат Аризона, — офіційний муніципальний прапор міста Фінікс, штат Аризона. Його нинішній дизайн являє собою бордове поле з білою емблемою фенікса в центрі. Цей дизайн є другим в історії міста та існує з 1990 року, замінивши прапор, прийнятий у 1921 році.

## Дизайн і символіка

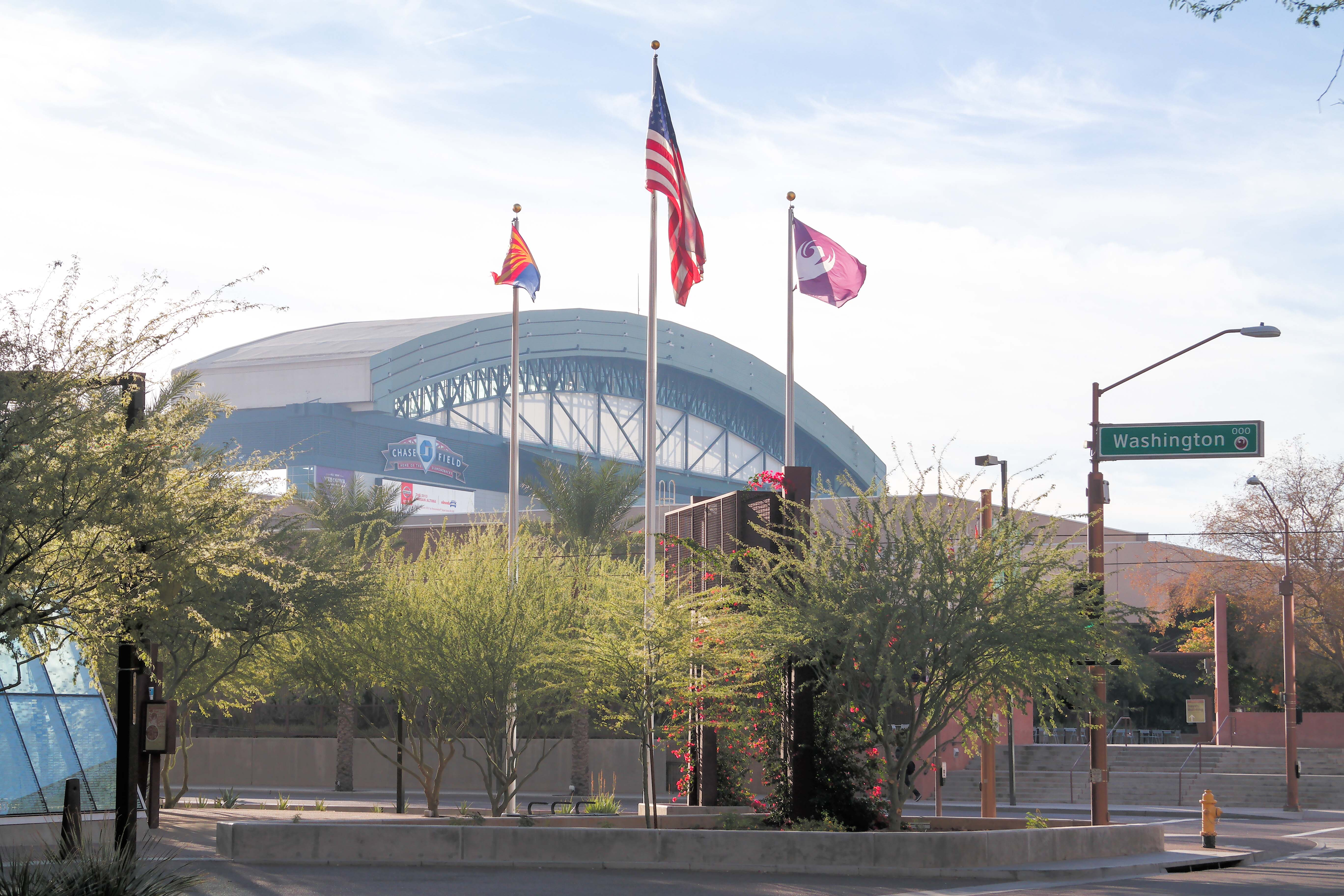
Прапор майорить поруч із прапором Сполучених Штатів і прапором Аризони біля Чейз-Філда

Прапор має пропорцію 5:9 і складається з темно-бордового фону (офіційно PMS 228  ) і білого фенікса в центрі прапора, такого самого значка, який використовується на «Печатці Фінікса». Крила птаха вигнуті вгору, щоб майже завершити повне коло, діаметр якого становить одну третину довжини прапора. У перекладі з грецької «фенікс» означає фіолетовий, і цей факт відображено у виборі кольору для прапора. Міфологічний фенікс є тезкою міста, запропонованого Даррелом Дуппою в 1868 році, оскільки він описував місто, що народилося на руїнах колишніх індіанських цивілізацій.

## Історія

### Перший прапор

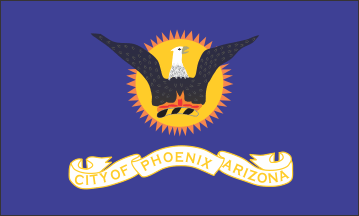
Колишній прапор, з 1921 по 1990 рік

Перший прапор Фінікса був розроблений для конкурсу, організованого Торговою палатою Фінікса в 1921 році. Переможець, який посів перше місце, невідомий і не був обраний, оскільки вважалося, що дизайн прапора надто прикрашений. Фредерік С. Грін, який посів друге місце, вибрав його дизайн. Прапор мав темно-синє поле з сірим феніксом, зверненим до зовнішнього краю прапора, перед золотим 48-кінцевим сонцем. Під ним білий банер із золотою іконою містив слова «Місто Фінікс, Аризона». Цей дизайн використовувався під час Індустріального тижня та параду до Дня перемир'я 11 листопада 1921 року та був офіційно прийнятий міською радою Фінікса 23 листопада 1921 року, створивши ордонанс № 554. Початкові пропорції були 52 на 66 дюймів, але пізніші версії були зроблені в пропорції 5:6.

### Другий прапор
Восени 1986 року уряд Фінікса вирішив, що більш уніфікований бренд для міста буде корисним, оскільки він представлятиме імідж міста, який легко ідентифікувати. Крім того, стандартизація офіційних державних продуктів заощадить місту близько 50 000 доларів. У результаті цього в березні 1987 року було задумано та розпочато конкурс логотипів, згідно з правилами якого дизайн повинен містити птаха фенікса та слова «Місто Фінікс». Було отримано близько 277 заявок, в основному від окремих осіб і компаній з околиць Фінікса, але деякі з таких віддалень, як Суррей, Англія. З них десятеро були обрані півфіналістами та виступили з доповідями на журі в червні 1987 року. Ці презентації відбулися в Phoenix Civic Plaza перед кількасот аудиторією. Чотири з них просунулися та представили свої презентації міській раді Фінікса. За ці чотири дизайни логотипів проголосувала громадськість, а урни для голосування розставили по всьому місту. Було встановлено номер телефону 1-900, а бюлетені були надруковані в газеті Sunday Arizona Republic і на муніципальних рахунках за воду. Було подано понад 20 000 рейтингових бюлетенів, переможцем став проект фірми графічного дизайну Smit Ghormley Sanft.
Нинішній прапор із зображенням птаха фенікса з конкурсу був офіційно прийнятий як офіційний прапор Фенікса 14 лютого 1990 року  після скасування указу 1921 року, згаданого раніше. Ця зміна була зроблена без помпи і навіть стала несподіванкою для деяких, оскільки новий бренд був створений майже три роки тому, без жодних дій, спрямованих на прапор міста. Це також збіглося з прибуттям кардиналів Національної футбольної ліги з Сент-Луїса в 1988 році та їхнім майже подібним кардинальським кольором. Прапор вперше публічно з'явився на інавгурації мера Пола Джонсона. Цей дизайн посів четверте місце серед 150 міських прапорів Сполучених Штатів у дослідженні Північноамериканської вексилологічної асоціації в 2004 році, поступаючись лише прапорам Вашингтона, округ Колумбія, Чикаго та Денвера. Прапор також зображено на обкладинці книги NAVA 2003 року «Прапори американських міст». Стаття Gizmodo за 2015 рік назвала прапори Фенікса одним із найгірших міських прапорів, однак назвала його дизайн «надто простим».